# Gran Premio Città di Camaiore 2001
Il Gran Premio Città di Camaiore 2001, cinquantaduesima edizione della corsa, si svolse l'8 agosto 2001 su un percorso di 197 km, con partenza e arrivo a Camaiore. Fu vinto dall'italiano Michele Bartoli della Mapei-Quick Step davanti al bulgaro Ivajlo Gabrovski e all'italiano Gianni Faresin.

## Ordine d'arrivo (Top 10)
| Pos. | Corridore            | Squadra                      | Tempo    |
| ---- | -------------------- | ---------------------------- | -------- |
| 1    | Michele Bartoli      | Mapei-Quick Step             | 4h36'36" |
| 2    | Ivajlo Gabrovski     | Jean Delatour                | s.t.     |
| 3    | Gianni Faresin       | Liquigas-Pata                | s.t.     |
| 4    | Stefano Garzelli     | Mapei-Quick Step             | a 8"     |
| 5    | Massimo Donati       | Tacconi Sport-Vini Caldirola | a 43"    |
| 6    | Francesco Casagrande | Fassa Bortolo                | s.t.     |
| 7    | Wladimir Belli       | Fassa Bortolo                | a 57"    |
| 8    | Gianluca Tonetti     | Selle Italia-Pacific         | s.t.     |
| 9    | Marco Pinotti        | Lampre-Daikin                | s.t.     |
| 10   | Paolo Valoti         | Alessio                      | a 1'05"  |